# Villa Bella Vista
La villa Bella Vista est une villa située à Lion-sur-Mer, dans le département du Calvados.

## Localisation
La villa est située au no 11 de la rue de Ouistreham, à Lion-sur-Mer.

## Histoire
La villa est construite en 1850 pour Philolie Mutel.
Elle est acquise par Charles-Antoine Calenge, propriétaire à Escoville, qui fait construire en 1851 le pavillon central de plan rectangulaire.
En 1860, Adolphe Honegger, négociant et consul de Bolivie (28 rue de La Rochefoucauld à Paris) fait l'acquisition de la propriété. L'année suivante, il fait bâtir les deux pavillons latéraux.

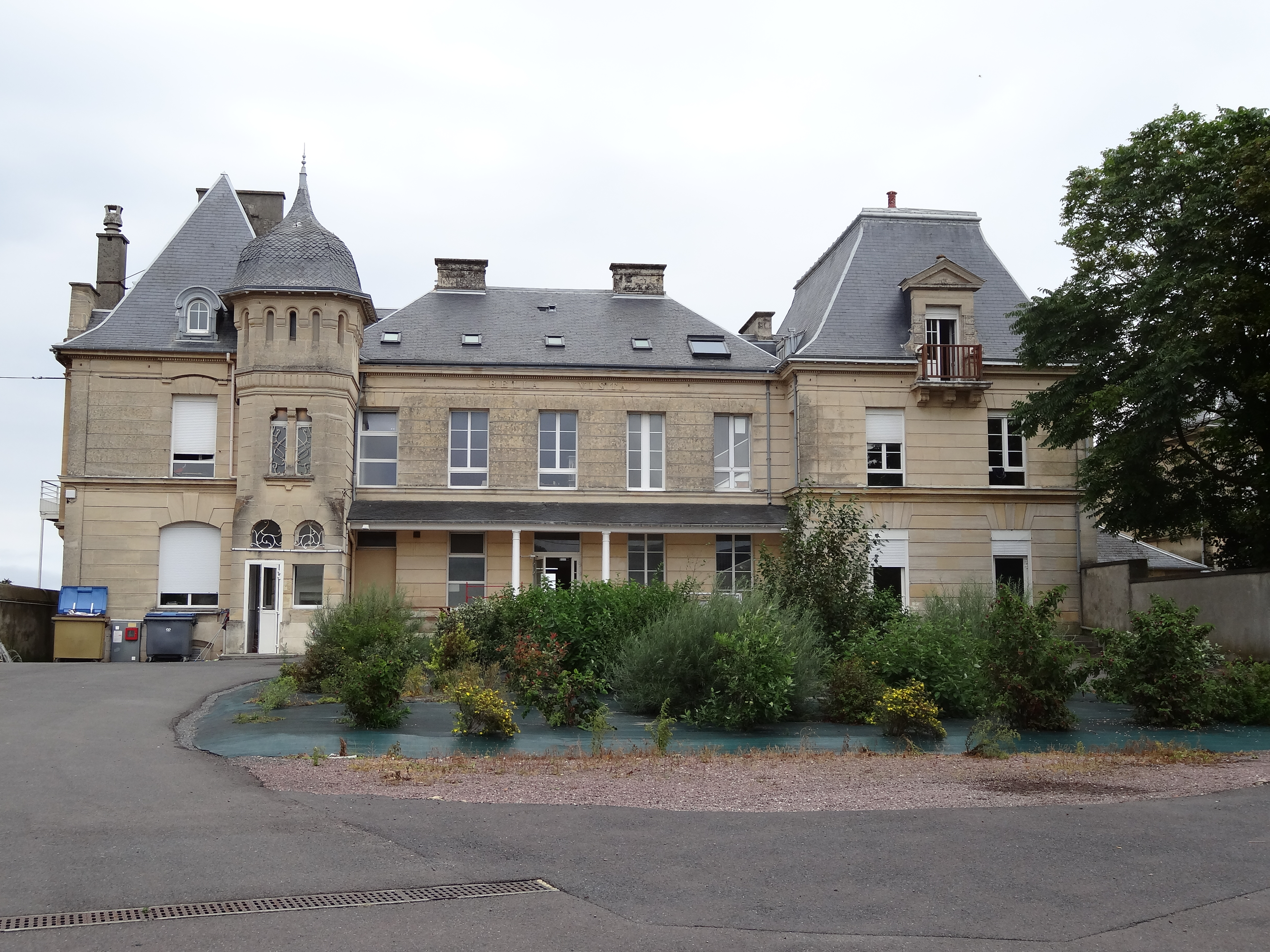

La villa est rachetée aux descendants d'Adolphe Honegger dans les années 1960 pour être transformée en maison de vacances.